# سوات سردار
سوات سيردار (بالألمانية: Suat Serdar)‏ (11 أبريل 1997 ببينغن آن در راين في ألمانيا - ) هو لاعب كرة قدم ألماني في مركز الوسط. شارك مع منتخب ألمانيا تحت 16 سنة لكرة القدم ومنتخب ألمانيا تحت 17 سنة لكرة القدم ومنتخب ألمانيا لكرة القدم تحت 18 سنة ومنتخب ألمانيا تحت 19 سنة لكرة القدم. أما مع النوادي، فقد لعب مع ماينتس 05 و1. FSV Mainz 05 II ‏.

## مسيرته الكروية
لعب سوات سيردار خلال مسيرته الاحترافية مع 3 أندية في سبعة مواسم وسجل خلالها 11 هدفًا ضمن 104 مباراة. ولم يفز بأي موسم بالكأس أو بالدوري.
خاض سوات سيردار مسيرته مع نادي ماينتس 05 في موسم 2015–16 واستمر معه طيلة ثلاثة مواسم، مشاركًا في 45 مباراة سجل خلالها هدفين. ثم انتقل إلى نادي شالكه 04 في موسم 2018–19 ولمدة موسمين، حيث شارك في 46 مباراة سجل خلالها 9 أهداف.

## روابط خارجية
- سوات سردار على موقع الاتحاد الأوربي (الإنجليزية)
- سوات سردار على موقع قاعدة بيانات كرة القدم.إي يو (الإنجليزية)
- سوات سردار على موقع بيانات كرة القدم. دي إي (الألمانية)
- سوات سردار على موقع ناشيونال فوتبول تيمز (الإنجليزية)
- سوات سردار على موقع Soccerway.com (الإنجليزية)
- سوات سردار على موقع عالم كرة القدم.نت (الإنجليزية)
- سوات سردار على موقع AS.com (الإسبانية)